# Nampo
Nampo, ou Nampho (/nam.pʰo/) selon la romanisation officielle, est une ville portuaire nord-coréenne, située sur la mer Jaune (également appelée « mer de l'Ouest » par les Coréens), à cinquante-cinq kilomètres à l'ouest de Pyongyang.
C'était une ville avec le statut administratif de « Ville directement gouvernée » (chikhalsi) de 1980 à 2004 et elle a été désignée « Ville spéciale » (t'ŭkgŭpsi) en 2010 et a fait partie de la province du Pyongan du Sud. Elle compte 750 000 habitants.
Nampo était à l'origine un petit village de pêcheurs qui est devenu un port pour le commerce extérieur en 1897, se développant en un port moderne en 1945, après la Seconde Guerre mondiale. Avec l'augmentation rapide de l'investissement public, la capacité industrielle de la ville a augmenté.
Parmi les installations industrielles de la ville figurent le Nampo Smelter Complex, la Nampo Glass Corporation, le Nampo Shipbuilding Complex, le Nampo Fishery Complex et d'autres usines centrales et locales. Nampo est un centre pour l'industrie de la construction navale de la Corée du Nord. Au nord de la ville se trouvent des installations de transport de marchandises, de produits aquatiques et de pêche, ainsi qu'une usine de sel marin. Les pommes cultivées dans le district de Ryonggang sont un produit local célèbre.

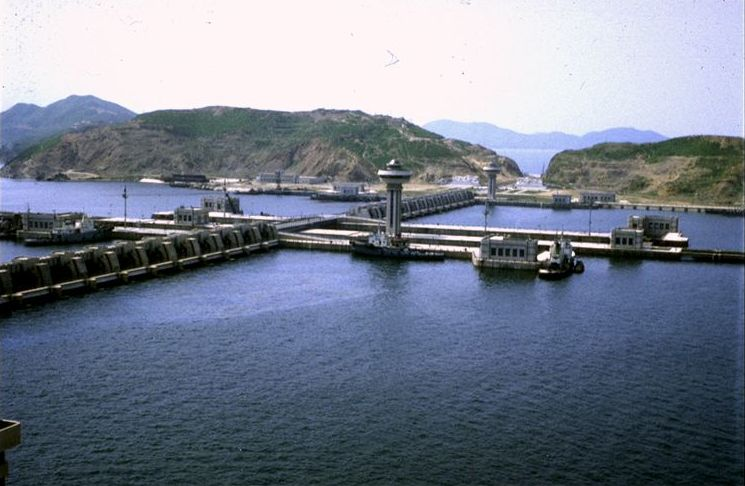
Le barrage de la mer de l'Ouest se trouve à 6 km de Nampo

## Divisions administratives
La ville de Namp'o est constituée de deux arrondissements (Kuyŏk), qui à leur tour peuvent être subdivisés en quartiers (tong) ou en villages (ri).
- Arrondissement de Hanggu (항구구역 ; 港口區域)
- Arrondissement de Waudo (와우도구역 ; 臥牛島區域)

## Économie
Ville portuaire, Nampo abrite des chantiers de construction navale.

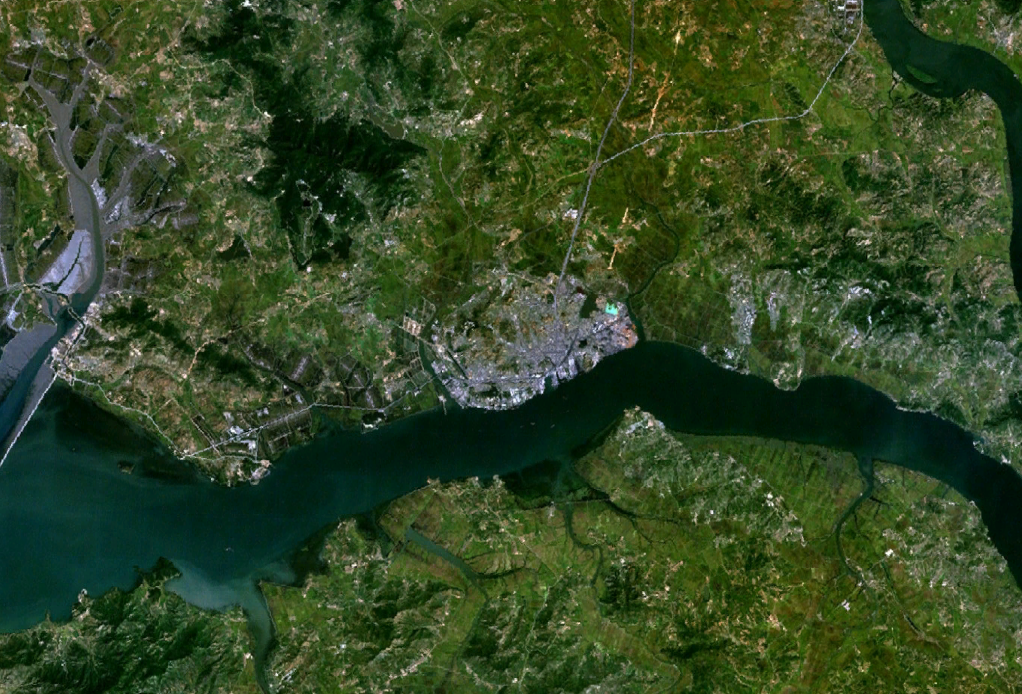
Port de Nampo, vu de l'espace. Image de la NASA.

Une usine d'assemblage de véhicules automobiles et utilitaires du constructeur sud-coréen Pyeonghwa Motors produit 600 à 700 unités par an, en disposant de droits exclusifs sur le marché nord-coréen. La Corée du Nord souhaite étendre la gamme de production à des tracteurs.

## Sport et culture
- Un ensemble sportif a été construit dans les années 1970.
- L'agglomération de Nampo comporte également un club de golf.
- La ville compte par ailleurs un petit hôtel de tourisme.
- Vestiges des tombes de Goguryeo dans le quartier de Tokhung (Hangeul:덕흥동 Hanja:德興洞) de l'arrondissement de Kangso (Hangeul:강서구역 Hanja:江西區域)(ou arrondissement du fleuve Taedong-Ouest)
- Dans la région de Nampo se trouvent également les sources d'eau minérale de Kangso.

## Transports

### Route
Une autoroute, construite entre novembre 1998 et l'inauguration en octobre 2000, relie Nampo à Pyongyang.
À six kilomètres à l'ouest de Nampo, le barrage de la mer de l'Ouest est le point de passage obligé des navires à destination de Pyongyang. Inauguré en 1986 après cinq années de construction, le barrage enjambe l'estuaire du fleuve Taedong, large de 5 km. Il assure également l'irrigation des terres cultivées dans la région de Nampo.

### Trolleybus
Il y a un système de trolleybus à Nampo avec deux branches.

### Air
La base aérienne d'Onchon à Onchon-gun dessert la ville spéciale de Nampoo. Air Koryo y exploite des vols charters.

### Chemin de fer
La région de Nampo est desservie par les chemins de fer d'état, avec 18 stations sur la ligne Pyongnam, l'intégralité des lignes Ryonggang Sohaekammun et Taean, et une station sur la ligne Ullyul étant située à l'intérieur des limites de Nampo.

### Voie maritime
Le barrage ouest du port de Nampo, construit en érigeant une digue de 8 km de long, dispose de trois chambres d'écluses qui permettent le passage de navires jusqu'à 50 000 tonnes et de 36 écluses. Le port de Nampo est souvent utilisé comme principal port d'escale pour la réception de l'aide alimentaire étrangère en Corée du Nord.
En 2008, le port a reçu plusieurs livraisons de grain; le premier lot livré en juin a été envoyé par les États-Unis et pesait 38 000 tonnes. Une organisation de secours basée en Corée du Sud, Join Together Society, a fait don d'un lot de farine en octobre de la même année pesant environ 500 tonnes. Le port de Nampo dispose d'installations portuaires pouvant accueillir des navires de 20 000 tonnes, mais est gelé pendant l'hiver. Nampo sert de port de Pyongyang sur la mer Jaune.

## Infrastructures d'enseignement supérieur
Nampo dispose d'instituts d'enseignement supérieur comprenant :
- L'université Nampo
- L'université de Sohae
- Le collège Samgwang
- Le collège Sunhwa
- L'université de médecine Nampo
- L'université d'agriculture Nampo
- Le collège Nampo de l'industrie maritime
- Le Nampo Building Materials College
- L'université des pêches de Nampo

## Climat
| Mois                     | jan. | fév. | mars | avril | mai  | juin | jui. | août | sep. | oct. | nov. | déc. | année |
| ------------------------ | ---- | ---- | ---- | ----- | ---- | ---- | ---- | ---- | ---- | ---- | ---- | ---- | ----- |
| Température moyenne (°C) | −4,6 | −3   | 2,8  | 9,7   | 15,6 | 20,3 | 23,8 | 23,9 | 19,3 | 12,6 | 5    | −2,4 | 11,2  |
| Précipitations (mm)      | 14   | 15   | 25   | 37    | 77   | 100  | 278  | 185  | 100  | 40   | 37   | 17   | 925   |